# Oust-Tsilma
Oust-Tsilma (russe : Усть-Ци́льма, komi : Чилимдін, Čiĺimdin) est un village et le centre administratif du raïon d'Oust-Tsilma de la république des Komis en Russie.

## Présentation
Oust-Tsilma est situé à l'embouchure de la rivière Tsilma, qui se jette dans le fleuve Petchora, à 664 kilomètres de Syktyvkar la capitale de la république.
Oust-Tsilma a été fondé par des colons de Novgorod en 1542.
Plus tard, des Russes venant des régions de Mezen, Pinega et Dvina septentrionale s'y sont installés.
Les habitants du village pêchaient et chassaient sur les rives des rivières Petchora, Ijma, Pijma et Tsilma, et pratiquaient l'élevage de bovins et plus tard aussi de rennes.
Au tournant des XVIIe et XVIIIe siècles, de nombreux orthodoxes vieux-croyants s'installent dans la zone.
En 1891, le village est devenu le centre de la paroisse de Pustozersk.
En 1921, 99 % des habitants étaient russes, 0,6 % Komi et 0,4 % Nenets.
En 1929, le raïon d'Oust-Tsilma a été incorporé à la région autonome de Komi.

## Démographie
La population d'Oust-Tsilma a évolué comme suit:
| 1939  | 1959  | 1970  | 1979  | 1989  |
| ----- | ----- | ----- | ----- | ----- |
| 4 228 | 4 428 | 5 370 | 5 498 | 5 344 |

| 2002  | 2010  | 2021  | - | - |
| ----- | ----- | ----- | - | - |
| 5 081 | 4 877 | 4 331 | - | - |

## Économie
Les principales activités sont la sylviculture, l'agriculture et l'agroalimentaire. L'écotourisme est développé pendant les mois d'été.
L'aéroport est exploité par l'opérateur JSC KomiAviaTrans.

## Monuments
- Église Saint-Nicolas le Merveilleux (Église orthodoxe russe)
- Église Saint-Nicolas le Merveilleux (ancienne église orthodoxe de Poméranie)